# Eucinostomus currani
Eucinostomus currani is een  straalvinnige vissensoort uit de familie van mojarra's (Gerreidae). De wetenschappelijke naam van de soort is voor het eerst geldig gepubliceerd in 1980 door Zahuranec.
De soort staat op de Rode Lijst van de IUCN als niet bedreigd, beoordelingsjaar 2007.